# Columbus (Kansas)
Columbus es una ciudad ubicada en el de condado de Cherokee, Kansas, Estados Unidos. Según el censo de 2020, tiene una población de 2929 habitantes.

## Geografía
La localidad está ubicada en las coordenadas 37°10′18″N 94°50′39″O / 37.17167, -94.84417 (37.171614, -94.844076).

## Demografía
Según la Oficina del Censo, en 2000 los ingresos medios de los hogares de la localidad eran de $27,530 y los ingresos medios de las familias eran de $38,136. Los hombres tenían unos ingresos medios de $30,541 frente a $17,069 para las mujeres. Los ingresos per cápita para la localidad eran de $14,937. Alrededor del 16.2% de la población estaba por debajo del umbral de pobreza.
De acuerdo con la estimación 2016-2020 de la Oficina del Censo, los ingresos medios de los hogares de la localidad son de $36,688 y los ingresos medios de las familias eran de $50,726. Alrededor del 21.7% de la población está por debajo del umbral de pobreza.